# 最佳投影方程
最佳投影方程（optimal projection equations）是控制理论中，建構局部最佳降階LQG控制器的充分必要条件。
LQG控制（線性二次高斯控制）問題是最优控制領域中最基礎的問題之一，這問題包括了存在不確定性的線性系統，受到加性高斯白噪声的影響，沒有完整的狀態資訊（無法量測到所有的狀態變數，也無法透過回授得知），對應二次的成本泛函。不過存在唯一解，而且可以建構線性動態回授的控制律，易於計算以及實現。而LQG控制器也是非線性系統中最佳擾動控制的基礎。
LQG控制器的架構會類似要控制的系統，兩者會有相同的維度。因此若系統本身就是高維度，要實現（全階）LQG控制器會很困難。降階LQG問題（固定階LQG問題）事先固定LQG控制器的階數，因此克服了這個困難。不過在全階LQG控制器中適用的分離原理，在降階LQG問題中已無法適用，因此這方面會更困難，而且其解也不唯一。不過可以找到數值分析的演算法來求解對應的最佳投影方程。

## 問題的數學表示以及其解

### 連續時間
降階的LQG控制問題幾乎和全階的LQG控制問題相同。令{\displaystyle {\hat {\mathbf {x} }}_{r}(t)}表示降階LQG控制器的狀態，唯一的差異是LQG控制器的狀態維度{\displaystyle n_{r}=dim({\hat {\mathbf {x} }}_{r}(t))}是事先定義好的值，比受控系統的狀態維度{\displaystyle n=dim({\mathbf {x} }(t))}要少。
降階LQG控制器可以表示為下式：
{\displaystyle {\dot {\hat {\mathbf {x} }}}_{r}(t)=A_{r}(t){\hat {\mathbf {x} }}_{r}(t)+B_{r}(t){\mathbf {u} }(t)+K_{r}(t)\left({\mathbf {y} }(t)-C_{r}(t){\hat {\mathbf {x} }}_{r}(t)\right),{\hat {\mathbf {x} }}_{r}(0)={\mathbf {x} }_{r}(0),}
{\displaystyle {\mathbf {u} }(t)=-L_{r}(t){\hat {\mathbf {x} }}_{r}(t).}
上述公式刻意寫的類似傳統全階LQG控制器的形式，降階的LQG控制問題也可以改寫為下式：
{\displaystyle {\dot {\hat {\mathbf {x} }}}_{r}(t)=F_{r}(t){\hat {\mathbf {x} }}_{r}(t)+K_{r}(t){\mathbf {y} }(t),{\hat {\mathbf {x} }}_{r}(0)={\mathbf {x} }_{r}(0),}
{\displaystyle {\mathbf {u} }(t)=-L_{r}(t){\hat {\mathbf {x} }}_{r}(t),}
其中
{\displaystyle F_{r}(t)=A_{r}(t)-B_{r}(t)L_{r}(t)-K_{r}(t)C_{r}(t).}
降階LQG控制器的矩陣{\displaystyle F_{r}(t),K_{r}(t),L_{r}(t)}和{\displaystyle {\mathbf {x} }_{r}(0)}是由所謂的最佳投影方程（optimal projection equations、OPE）來決定。
{\displaystyle n}維的最佳投影方陣{\displaystyle \tau (t)}是OPE的核心。此矩陣的秩在所有狀態下幾乎都等於{\displaystyle n_{r}}。相關投影為斜投影（oblique projection）：{\displaystyle \tau ^{2}(t)=\tau (t)}。最佳投影方程包括四個矩陣微分方程。前二個是LQG控制器對應的矩陣Riccati微分方程的擴展。在方程式中{\displaystyle \tau _{\perp }(t)}表示{\displaystyle I_{n}-\tau (t)}，而{\displaystyle I_{n}}為{\displaystyle n}維的單位矩陣
{\displaystyle {\begin{aligned}{\dot {P}}(t)={}&A(t)P(t)+P(t)A'(t)-P(t)C'(t)W^{-1}(t)C(t)P(t)+V(t)\\[6pt]&{}+\tau _{\perp }(t)P(t)C'(t)W^{-1}(t)C(t)P(t)\tau '_{\perp }(t),\\[6pt]P(0)={}&E\left({\mathbf {x} }(0){\mathbf {x} }'(0)\right),\\[6pt]&{}-{\dot {S}}(t)=A'(t)S(t)+S(t)A(t)-S(t)B(t)R^{-1}(t)B'(t)S(t)+Q(t)\\[6pt]&{}+\tau '_{\perp }(t)S(t)B(t)R^{-1}(t)B'(t)S(t)\tau _{\perp }(t),\end{aligned}}}
{\displaystyle S(T)=F.}
若LQG的維度沒有減少，也就是{\displaystyle n=n_{r}}，則{\displaystyle \tau (t)=I_{n},\tau _{\perp }(t)=0}，上述二個方程就是二個沒有耦合的矩陣Riccati微分方程，對應全階的LQG控制器。若{\displaystyle n_{r}<n}，則兩個方程會有斜投影項{\displaystyle \tau (t).}。這也是為何降階的LQG控制器無法分離的原因，斜投影{\displaystyle \tau (t)}是由另外二個矩陣微分方程所決定，其中也和秩的條件（rank conditions）有關。這四個矩陣微分方程組成了最佳投影方程。為了要列出另外二個矩陣微分方程，先定義以下二個矩陣：
{\displaystyle \Psi _{1}(t)=(A(t)-B(t)R^{-1}(t)B'(t)S(t)){\hat {P}}(t)+{\hat {P}}(t)(A(t)-B(t)R^{-1}(t)B'(t)S(t))'}
{\displaystyle {}+P(t)C'(t)W^{-1}(t)C(t)P(t),}
{\displaystyle \Psi _{2}(t)=(A(t)-P(t)C'(t)W^{-1}(t)C(t))'{\hat {S}}(t)+{\hat {S}}(t)(A(t)-P(t)C'(t)W^{-1}(t)C(t))}
{\displaystyle {}+S(t)B(t)R^{-1}(t)B'(t)S(t).}
則最後二個矩陣微分方程如下：
{\displaystyle {\dot {\hat {P}}}(t)=1/2\left(\tau (t)\Psi _{1}(t)+\Psi _{1}(t)\tau '(t)\right),{\hat {P}}(0)=E({\mathbf {x} }(0))E({\mathbf {x} }(0))',\operatorname {rank} ({\hat {P}}(t))=n_{r}}  almost everywhere,
{\displaystyle -{\dot {\hat {S}}}(t)=1/2\left(\tau '(t)\Psi _{2}(t)+\Psi _{2}(t)\tau (t)\right),{\hat {S}}(T)=0,\operatorname {rank} ({\hat {S}}(t))=n_{r}} almost everywhere,
其中
{\displaystyle \tau (t)={\hat {P}}(t){\hat {S}}(t)\left({\hat {P}}(t){\hat {S}}(t)\right)^{*}.}
此處的 * 表示群廣義逆矩陣（group generalized inverse）或Drazin逆矩陣，是唯一的，定義如下
{\displaystyle A^{*}=A(A^{3})^{+}A.}
其中 + 是摩尔－彭若斯广义逆.
矩陣{\displaystyle P(t),S(t),{\hat {P}}(t),{\hat {S}}(t)}都需要是非負對稱矩陣。可以建構最佳投影方程的解，而此解可以決定降階LQG控制器矩陣{\displaystyle F_{r}(t),K_{r}(t),L_{r}(t)}和{\displaystyle {\mathbf {x} }_{r}(0)}：
{\displaystyle F_{r}(t)=H(t)\left(A(t)-P(t)C'(t)W^{-1}(t)C(t)-B(t)R^{-1}(t)B'(t)S(t)\right)G(t)+{\dot {H}}(t)G'(t),}
{\displaystyle K_{r}(t)=H(t)P(t)C'(t)W^{-1}(t),}
{\displaystyle L_{r}(t)=R^{-1}(t)B'(t)S(t)G'(t),}
{\displaystyle {\mathbf {x} }_{r}(0)=H(0)E({\mathbf {x} }(0)).}
上式中的矩陣{\displaystyle G(t),H(t)}是符合以下性質的矩陣：
{\displaystyle G'(t)H(t)=\tau (t),G(t)H'(t)=I_{n_{r}}}幾乎在所有狀態下。
可以由{\displaystyle {\hat {P}}(t){\hat {S}}(t)}的投影分解中得到：
若降階LQG問題中的所有矩陣都是非時變的，且最終時間（horizon）{\displaystyle T}趨近無限大，則最佳降階LQG控制器和最佳投影方程也都會是非時變的。此情形下，最佳投影方程左側的微分項會為零。

### 離散時間
離散時間的情形類似連續時間的例子，要處理的是將{\displaystyle n}階傳統離散時間全階LQG問題轉換為事先已知固定階數的{\displaystyle n_{r}<n}階降階LQG控制器。為了要表示離散時間的OPE，先引入以下二個矩陣：
{\displaystyle \Psi _{i}^{1}=\left(A_{i}-B_{i}(B'_{i}S_{i+1}B_{i}+R_{i})^{-1}B'_{i}S_{i+1}A_{i})\right){\hat {P}}_{i}\left(A_{i}-B_{i}(B'_{i}S_{i+1}B_{i}+R_{i})^{-1}B'_{i}S_{i+1}A_{i})\right)'}
{\displaystyle {}+A_{i}P_{i}C'_{i}(C_{i}P_{i}C'_{i}+W_{i})^{-1}C_{i}P_{i}A'_{i}}
{\displaystyle \Psi _{i+1}^{2}=\left(A_{i}-A_{i}P_{i}C'_{i}(C_{i}P_{i}C'_{i}+W_{i})^{-1}C_{i}\right)'{\hat {S}}_{i+1}\left(A_{i}-A_{i}P_{i}C'_{i}(C_{i}P_{i}C'_{i}+W_{i})^{-1}C_{i}\right)}
{\displaystyle {}+A'_{i}S_{i+1}B_{i}(B'_{i}S_{i+1}B_{i}+R_{i})^{-1}B'_{i}S_{i+1}A_{i}}
則離散時間OPE為
{\displaystyle P_{i+1}=A_{i}\left(P_{i}-P_{i}C'_{i}\left(C_{i}P_{i}C'_{i}+W_{i}\right)^{-1}C_{i}P_{i}\right)A'_{i}+V_{i}+\tau _{\perp i+1}\Psi _{i}^{1}\tau '_{\perp i+1},P_{0}=E\left({\mathbf {x} }_{0}{\mathbf {x'} }_{0}\right)}.
{\displaystyle S_{i}=A'_{i}\left(S_{i+1}-S_{i+1}B_{i}\left(B'_{i}S_{i+1}B_{i}+R_{i}\right)^{-1}B'_{i}S_{i+1}\right)A_{i}+Q_{i}+\tau '_{\perp i}\Psi _{i+1}^{2}\tau _{\perp i},S_{N}=F}.
{\displaystyle {\hat {P}}_{i+1}=1/2(\tau _{i+1}\Psi _{i}^{1}+\Psi _{i}^{1}\tau '_{i+1}),{\hat {P}}_{0}=E({\mathbf {x} }(0))E({\mathbf {x} }(0))',\operatorname {rank} ({\hat {P}}_{i})=n_{r}}  almost everywhere,
{\displaystyle {\hat {S}}_{i}=1/2(\tau '_{i}\Psi _{i+1}^{2}+\Psi _{i+1}^{2}\tau _{i}),{\hat {S}}_{N}=0,\operatorname {rank} ({\hat {S}}_{i})=n_{r}} almost everywhere.
斜投影（oblique projection）矩陣為
{\displaystyle \tau _{i}={\hat {P}}_{i}{\hat {S}}_{i}\left({\hat {P}}_{i}{\hat {S}}_{i}\right)^{*}.}
非負對稱矩陣{\displaystyle P_{i},S_{i},{\hat {P}}_{i},{\hat {S}}_{i}}是離散時間OPE的解，也決定了降階LQG控制器的矩陣{\displaystyle F_{i}^{r},K_{i}^{r},L_{i}^{r}} and {\displaystyle {\mathbf {x} }_{0}^{r}}：
{\displaystyle F_{i}^{r}=H_{i+1}\left(A_{i}-P_{i}C'_{i}\left(C_{i}P_{i}C'_{i}+W_{i}\right)^{-1}C_{i}-B_{i}\left(B'_{i}S_{i+1}B_{i}+R_{i}\right)^{-1}B'_{i}S_{i+1}\right)G'_{i},}
{\displaystyle K_{i}^{r}=H_{i+1}P_{i}C'_{i}\left(C_{i}P_{i}C'_{i}+W_{i}\right)^{-1},}
{\displaystyle L_{i}^{r}=\left(B'_{i}S_{i+1}B_{i}+R_{i}\right)^{-1}B'_{i}S_{i+1}G'_{i},}
{\displaystyle {\mathbf {x} }_{0}^{r}=H_{0}E({\mathbf {x} }_{0}).}
在上述的方程中，矩陣{\displaystyle G_{i},H_{i}}是有以下性質的矩陣：
{\displaystyle G'_{i}H_{i}=\tau _{i},G_{i}H'_{i}=I_{n_{r}}}幾乎在所有狀態下。
這些矩陣可以從{\displaystyle {\hat {P}}_{i}{\hat {S}}_{i}}的投影因式分解中求得。
如同在連續時間中的例子一樣，若問題中所有的矩陣都是非時變，且且最終時間（horizon）{\displaystyle T}趨近無限大，降階LQG控制器就會是非時變的。因此離散時間OPE會收斂到穩態解，決定非時變的降階LOG控制器。
離散時間OPE也可以應用在狀態維度，輸入維度或是輸出維度可變的離散時間系統（具有時變維度的離散時間系統）。若在數位控制器中的取樣是不同步的，就可能會出現這類的系統。